# Alex Freeman (soccer, 2004)
Pour les articles homonymes, voir Freeman.
Alexander Michael Freeman, né le 9 août 2004 à Baltimore dans le Maryland, est un joueur international américain de soccer. Il évolue actuellement au poste de défenseur à Orlando City.
Il est le fils d'Antonio Freeman, joueur de football américain vainqueur du Super Bowl XXXI.

## Biographie

### Carrière en club
Freeman intègre l’académie d’Orlando City en 2020 après trois saisons à le Weston FC Academy. Il signe un contrat « Homegrown Player » avec l’équipe première le 15 février 2022, devenant le 12e joueur formé au club à franchir ce cap. Il débute en MLS Next Pro avec la réserve d'Orlando City en 2022, où il marque régulièrement, jusqu'à devenir le défenseur le plus prolifique (4 buts) lors de la saison 2024.
Il fait ses débuts en MLS le 29 avril 2023 comme remplaçant en toute fin de match face au Galaxy de Los Angeles (victoire 2‑0). En 2025, il s’impose comme titulaire au poste de latéral droit, enchaînant les performances solides. Il participe notamment à la série d’invincibilité record du club (12 rencontres).

### En sélection
En mai 2025, Freeman est appelé par Mauricio Pochettino pour son premier rassemblement en équipe des États-Unis, pour deux amicaux contre la Turquie et la Suisse.
Le 5 juin, il est conservé dans le groupe américain pour disputer la Gold Cup 2025,.
Il obtient sa première cape le 7 juin 2025, titularisé face à la Turquie.

## Palmarès

### En sélection
États-Unis
- Gold Cup
  - Finaliste en 2025.